# Rimska cesta, Ljubljana
Rimska cesta je ena izmed cest v Ljubljani; ime je dobila po tu bogatih arheoloških najdbah iz rimske Emone.

## Zgodovina
Leta 1877 je bil del Tržaške ceste preimenovan v Rimsko cesto oz. Römerstrasse.
Leta 1934 so cesto preimenovali v Cesto 29. oktobra, a so že leta 1941 vrnili prvotno in trenutno ime.
Ker je cesta do rekonstrukcije Aškerčeve ceste predstavljala edino povezavo med Vičem in centrom mesta, je bila po njej speljana tudi tramvajska proga. Pred križiščem z današnjo Slovensko cesto na Gradišču je bil zaradi nepreglednega ovinka postavljen edini tramvajski semafor v Ljubljani.

## Urbanizem
Cesta poteka od križišča s Trgom mladinskih delovnih brigad in Prešernovo cesto do križišča s Vegovo ulico in Trgom francoske revolucije.
Na cesto se (od vzhoda proti zahodu) povezujejo: Slovenska cesta, Borštnikov trg in Snežniška ulica.